# Џејмс Калахан
Ленард Џејмс Калахан, Барон Калахан од Кардифа (енгл. Leonard James Callaghan, Baron Callaghan of Cardiff; 27. март 1912 — 26. март 2005) био је британски политичар који је од 1976. до 1980. водио Лабуристичку странку, а од 1976. до 1979. служио као премијер Уједињеног Краљевства.
Калахан је политичку каријеру отпочео 1945. године избором у Дом комуна и временом напредовао у редовима странке, поставши један од истакнутих чланова њеног десног крила. У првој влади Харолда Вилсона је служио као министар финансија, потом као министар унутрашњих послова, да би у другој влади служио као министар спољних послова. Премијерску дужност је преузео након Вилсонове оставке.
Његов мандат су обележили економски проблеми, који су крајем 1978. и почетком 1979. ескалирали у тзв. Зиму незадовољства. У складу са тим је Маргарет Тачер, тадашњи лидер опозиционе Конзервативне партије, покренула гласање о неповерењу његовој влади. У једној од најдраматичнијих и најнапетијих догађаја у британском парламенту, влада Џејмса Калахана је 29. марта 1979. пала за 1 глас, 311:310. Један од посланика који није могао да гласа је и Лабуристички посланик Сер Алфред Бротон. Он је био смртно болестан, али је упркос томе изразио жељу да ће присуствовати гласању, ако би то спасило владу. Његов лекар се томе противио, а и након парламентарне расправе о потенцијалној смрти током путовања, Калахан је одлучио да га не зове на гласање. Бротон је 2. априла 1979, 3 дана после гласања, и преминуо. У мају је Калахан изгубио изборе након којих су на власт дошли конзервативци предвођени са Маргарет Тачер. Калахан се након тога у анкетама често наводио као један од најгорих премијера у историји Уједињеног Краљевства.
Лабуристичка партија је поново дошла на власт након 18 година, када их је Тони Блер 1997. предводио до веома убедљиве победе.